# Belo Jardim (ort)
Belo Jardim är en ort i Brasilien.   Den ligger i kommunen Belo Jardim och delstaten Pernambuco, i den östra delen av landet, 1 500 kilometer nordost om huvudstaden Brasília. Belo Jardim ligger 620 meter över havet och antalet invånare är 49 922.
Terrängen runt Belo Jardim är kuperad norrut, men söderut är den platt. Det finns inga andra samhällen i närheten.
Omgivningarna runt Belo Jardim är huvudsakligen savann. Runt Belo Jardim är det ganska tätbefolkat, med 160 invånare per kvadratkilometer.